# Farum-modellen
Farum-modellen, også kaldet sale and lease back-modellen er en model, hvor kommunen sælger kommunale ejendomme for derved at skaffe penge til kommunens daglige drift eller investeringer. Kommunen betaler i en årrække leje til den nye ejer og har fortsat brugsretten over bygningerne. Når kontrakten udløber – typisk efter 20 år – har kommunen ret til at købe bygningerne tilbage for en særligt nedsat pris.
Modellen er opkaldt efter Farum Kommune, der under Peter Brixtoftes borgmesterperiode i stor stil solgte ud af kommunale bygninger og anlæg. Først børnehaver og rensningsanlæg, senere skoler, fritidshjem, kulturhus og svømmehal.
Siden sin fremkomst har modellen været omstridt, idet den ansås (og fortsat anses) for at være i strid med lovgivningen om kommunernes forvaltning. Ifølge loven måtte kommunerne ikke låne penge til drift uden Indenrigsministeriets godkendelse. Reglerne er siden blevet strammet, så kommunerne fremover tvinges til at deponere hos Indenrigsministeriet et beløb svarende til indtægten ved salget. På denne måde forsvinder det umiddelbare økonomiske incitament til at anvende Farum-modellen.